# Budinarci
Budinarci (macedónul: Будинарци), település Észak-Macedóniában, a Kelet-Macedóniai körzet berovói járásában.

## Népesség
| Lakosok száma | 839  | 861  | 881  | 857  | 783  | 732  | 714  | 682  | 469  |
|               | 1948 | 1953 | 1961 | 1971 | 1981 | 1991 | 1994 | 2002 | 2021 |

2002-ben 682 lakosa volt, akik közül 681 macedón és 1 szerb.